# 長屋就安
長屋 就安（ながや なりやす）は、戦国時代から安土桃山時代にかけての武将。毛利氏家臣。

## 生涯
天文8年（1539年）、毛利氏家臣・長屋吉親の子である長屋元忠の次男として生まれる。父・元忠の従兄弟である長屋元安が実子の無いまま死去したため、就安が元安の養子として家督を相続した。
就安は毛利元就に付き従って各地を転戦し、第二次月山富田城の戦いでは出雲国森山城の守備についた。
元就の死後は輝元に仕え、天正16年（1588年）5月17日に死去。享年50。子の元和が後を継いだ。